# Secessionister
 For alternative betydninger, se Secessio (flertydig). (Se også artikler, som begynder med Secessio)
Secessionister kaldtes de oprørske indbyggere i Nordamerikas 11 slavestater, som mellem december 1860 og februar 1861 udtalte deres udtrædelse ("secession") af Unionen og dannede Amerikas Konfødererede Stater der eksisterede til borgerkrigens slutning 1965.
Betegnelsen brugtes senere i Tyskland om den gruppe på 28 medlemmer, som august 1880 udmeldte sig af det nationalliberale parti og 1884 sluttede sig sammen med Deutsche Fortschrittspartei ("Det Tyske Fremskridtsparti") og blev til Deutsche Freisinnige Partei ("Tyske Frisindede Parti"). Ludwig Bamberger, Max von Forckenbeck, publicisten Eugen Richter og Franz August Schenk von Stauffenberg var hovedmændene.